# 日下部智子
日下部 智子（くさかべ ともこ、1980年8月5日 - ）は、埼玉県所沢市出身の日本の女子プロゴルファーである。私立・埼玉高等学校（現・埼玉平成高等学校）卒業。（社）日本女子プロゴルフ協会 76期生。所属は伊藤園→フリー。

## 人物・略歴
- 身長 166 cm、体重 56 kg。血液型 A 型。趣味はアクセサリー集め。愛車はトヨタ・ヴェルファイア。
- 師弟関係 時任宏治
- 契約
  - クラブ - テーラーメイド
  - パター - オデッセイ
  - ボール - テーラーメイド
  - ウェア - 23区スポーツ
  - シューズ - アディダス
- 2014年シーズンを最後にツアーから撤退[2]

## 主な試合成績
- 2004年
  - 伊藤園レディスゴルフトーナメント 12位タイ
  - LPGA新人戦 加賀電子カップ 5位タイ
- 2005年
  - 伊藤園レディスゴルフトーナメント 21位タイ
- 2006年
  - 近未來通信クイーンズオープンゴルフトーナメント 13位タイ
  - クリスタルガイザーレディスゴルフトーナメント 13位タイ
  - ヨネックスレディスゴルフトーナメント 10位タイ
  - 伊藤園レディスゴルフトーナメント 9位タイ
- 2007年
  - 中京テレビ・ブリヂストンレディスオープン 10位タイ
  - ミヤギテレビ杯ダンロップ女子オープンゴルフトーナメント 2位
- 2008年
  - 廣済堂レディスゴルフカップ 13位タイ
  - プロミスレディスゴルフトーナメント 11位タイ
  - 明治チョコレートカップ 8位タイ
  - アクサレディスゴルフトーナメント 16位タイ
  - 樋口久子IDC大塚家具レディス 17位タイ
  - 伊藤園レディスゴルフトーナメント 14位タイ
- 2009年
  - ダイキンオーキッドレディスゴルフトーナメント 12位タイ
  - ライフカードレディスゴルフトーナメント 13位タイ
  - フジサンケイレディスクラシック 14位タイ
  - ワールドレディスチャンピオンシップサロンパスカップ 19位タイ
  - サントリーレディスオープンゴルフトーナメント 15位タイ
  - アクサレディスゴルフトーナメント 12位タイ
  - NEC軽井沢72ゴルフトーナメント 6位タイ
  - 伊藤園レディスゴルフトーナメント 10位タイ